# Manga Latina: Un Asesino Suelto
Manga Latina: Un Asesino Suelto (Manga Latina: Killer on the Loose) es una película independiente animada dirigida y escrita por Henrique Vera Villanueva. Se centra en la historia de Víctor La Cruz y su banda de amigos, todos latinos, que se unen para frenar una serie de asesinatos en serie que empiezan a tomar lugar en su comunidad, El Barrio.